# BMW i

BMW i — суб-бренд компанії BMW заснований в 2011 році для розробки дизайну і виробництва електричних транспортних засобів.
Початкові плани компанії передбачали випуск двох моделей електрокарів: BMW i3 та BMW i8.
Концепти обох моделей були представлені в 2009 році на Франкфуртському автосалоні
Серійне виробництво моделі BMW i3 почалося в вересні 2013-го Запуск продажів в Європі відбувся в листопаді 2013-го року з роздрібних продажів у Німеччині
Виробництво моделі і8 почалось в червні 2014-го року. Сумарно протягом 2014-го року було продано близько 17,800 автомобілів моделей і
Ринки США та Німеччини є основними для цих моделей

## Історія
Проект «i» створений для розробки екологічно чистих міських автомобілів для задоволення потреб надійності, і стійкості спеціально для жителів мегаполісів
Відповідно проекту BMW і
BMW має три фази.
Проект Mini E був першою фазою цього проекту, і за нею пішли аналогічні польові випробування, які
почалися в січні 2012 з BMW ActiveE повністю електричного автомобіля. ActiveE на основі BMW 1 СеріїCoupe і побудований на основі уроків, витягнутих з MINI E випробування. Останній етап «проекту „і“» був розвиток моделей BMW i3 і BMW i8.
Салони

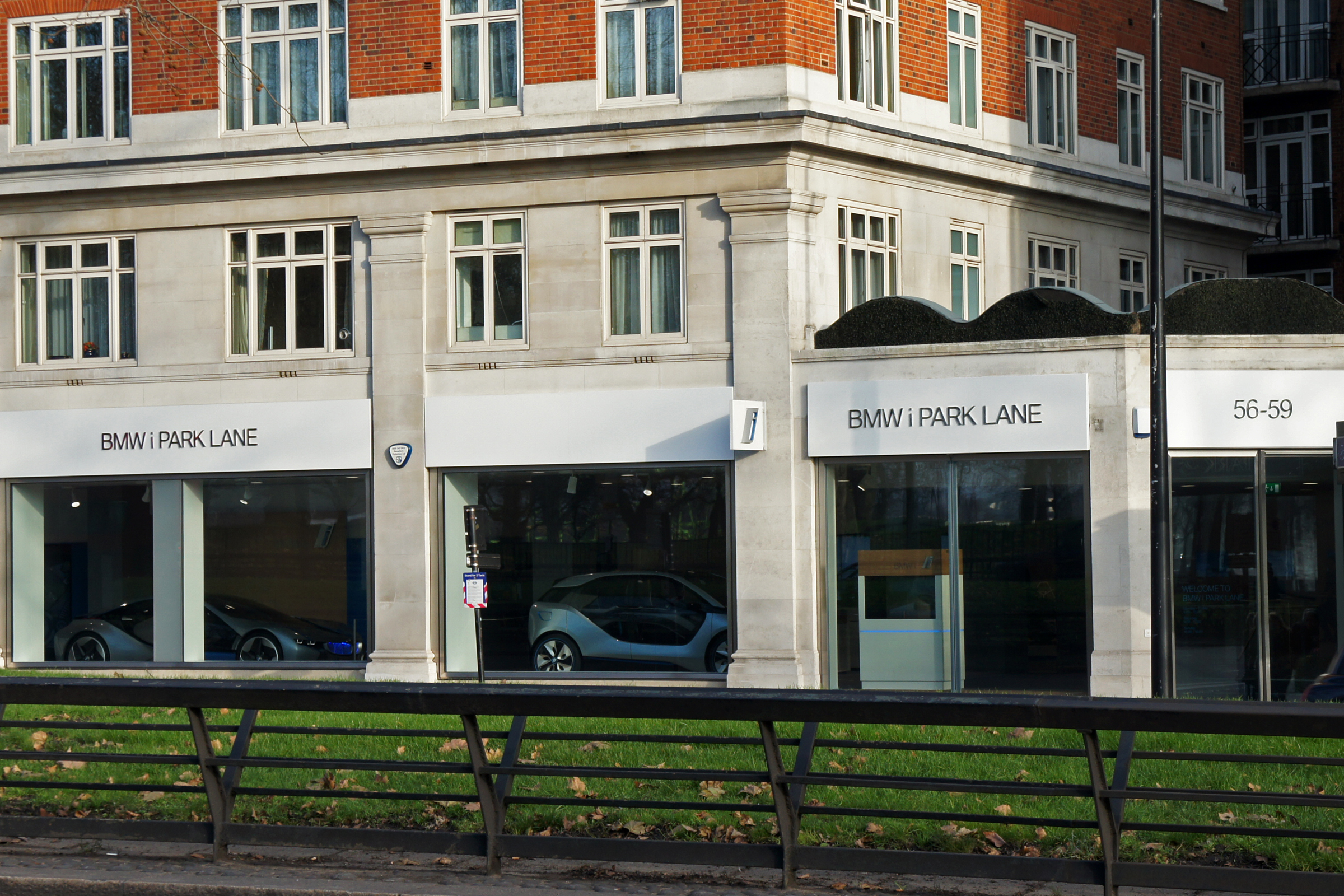
Шоурум автосалону BMW i в Лондоні

Перший автосалон BMW і відкритий у червні 2012 року на Парк лейн, в Лондоні. Автовиробник там перезентував оновлену версію BMW i3 Concept і представили свій електричний велосипед.. 15 листопада 2013 року, роздрібні поставки моделі i3 почалися з
урочистої церемонії в Мюнхені.

## Моделі

### i3

#### Дизайн та технології
BMW i3 — це електричний автомобіль, перше авто компанії BMW з нульовим рівнем викидів.
Масове виробництво автомобіля і3 є першим етапом виробництва автомобілів з такого матеріалу як Вуглепластик
Цей автомобіль отримує потужність від електродвигуна, а живлення від літій-іонних батарей.
і3 побудований для повсякденного використання, з повністю електричним двигуном в діапазоні від 130 до 160 км (81 до 99 миль).
BMW пропонує розширювач діапазону («REx») варіант з живленням від 647 см³
двоциліндрового бензинового двигуна з 9 літровим паливним баком
(2,0 імп гал; 2,4 галонів США). З 2020 року кардинально змінено дизайн на більш класичний для BMW, але все ще з елементами старого.

#### Виробництво
BMW інвестував $ 100 млн у будівництво
заводу в Моузис-лейк, Вашингтон (штат), для виготовлення кузовних панелей з Вуглепластику для автомобілів.
Завод розташований в районі, який має доступ до енергії з гідроелектростанції

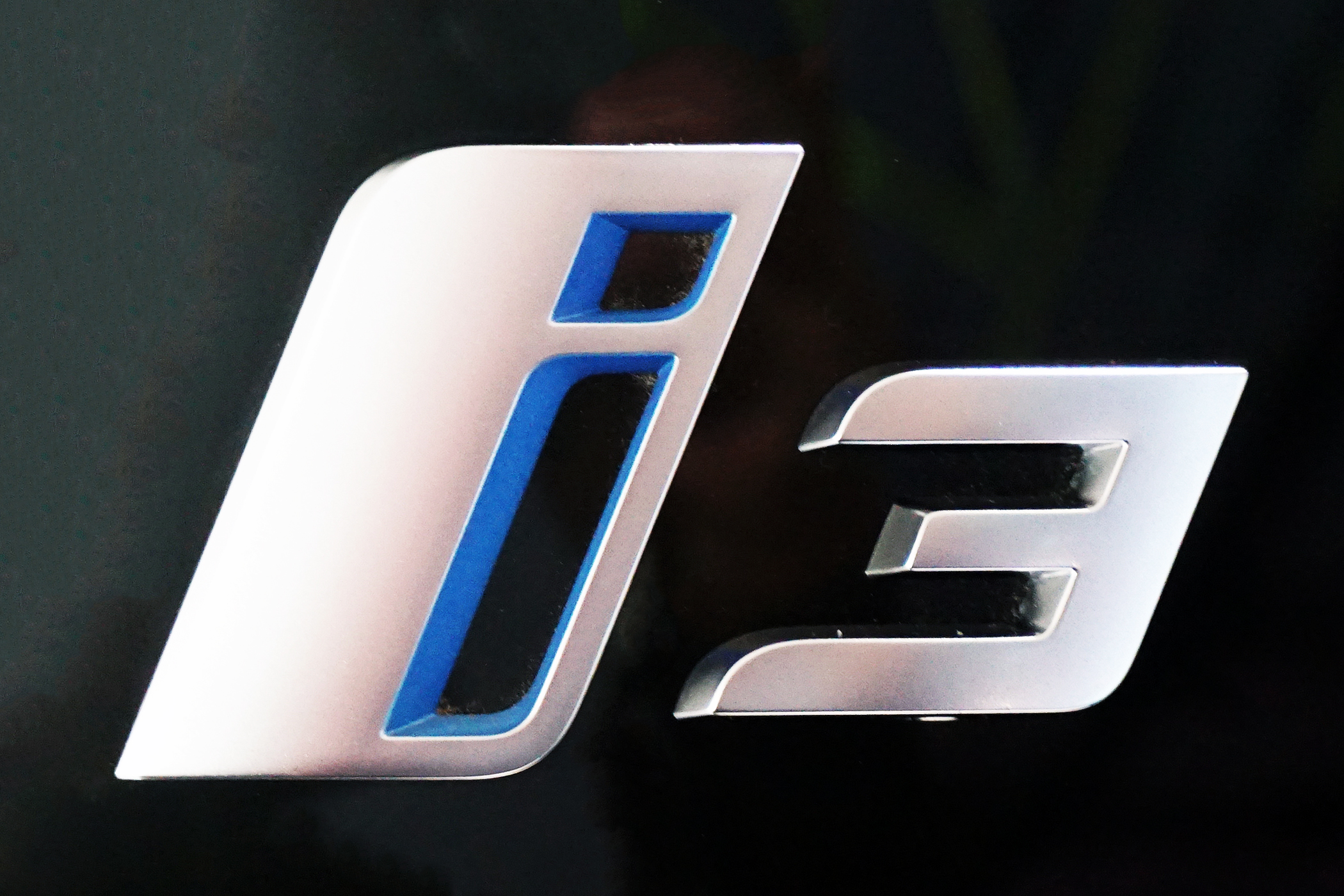
емблема BMW i3

#### Ринки збуту
Перші поставки i3 роздрібним клієнтам в
Європі відбулися на офіційній церемонії
відкриття яка відбулась в Мюнхені15 листопада 2013.
У Великій Британії початок продажів розпочався в листопаді 2013
Реліз на американському ринку відбувся в травні 2014 року.
Станом на грудень 2014 року, світові продажі склали 17 529 одиниць, з яких 16 042 одиниць були
поставлені в 2014

### iX
iX — перший електро-кросовер компанії BMW, що було презентовано публіці в листопаді 2020 року. Модель відповідає габаритним характеристикам BMW X5 та оснащена передовими розробками виробника. Максимальна потужність 370 кВт, розгін до ста займає 5 секунд, а дальність поїздки на одній зарядці складає близько 600 км. Серійне виробництво розпочнеться в 2021 році.

## Галерея

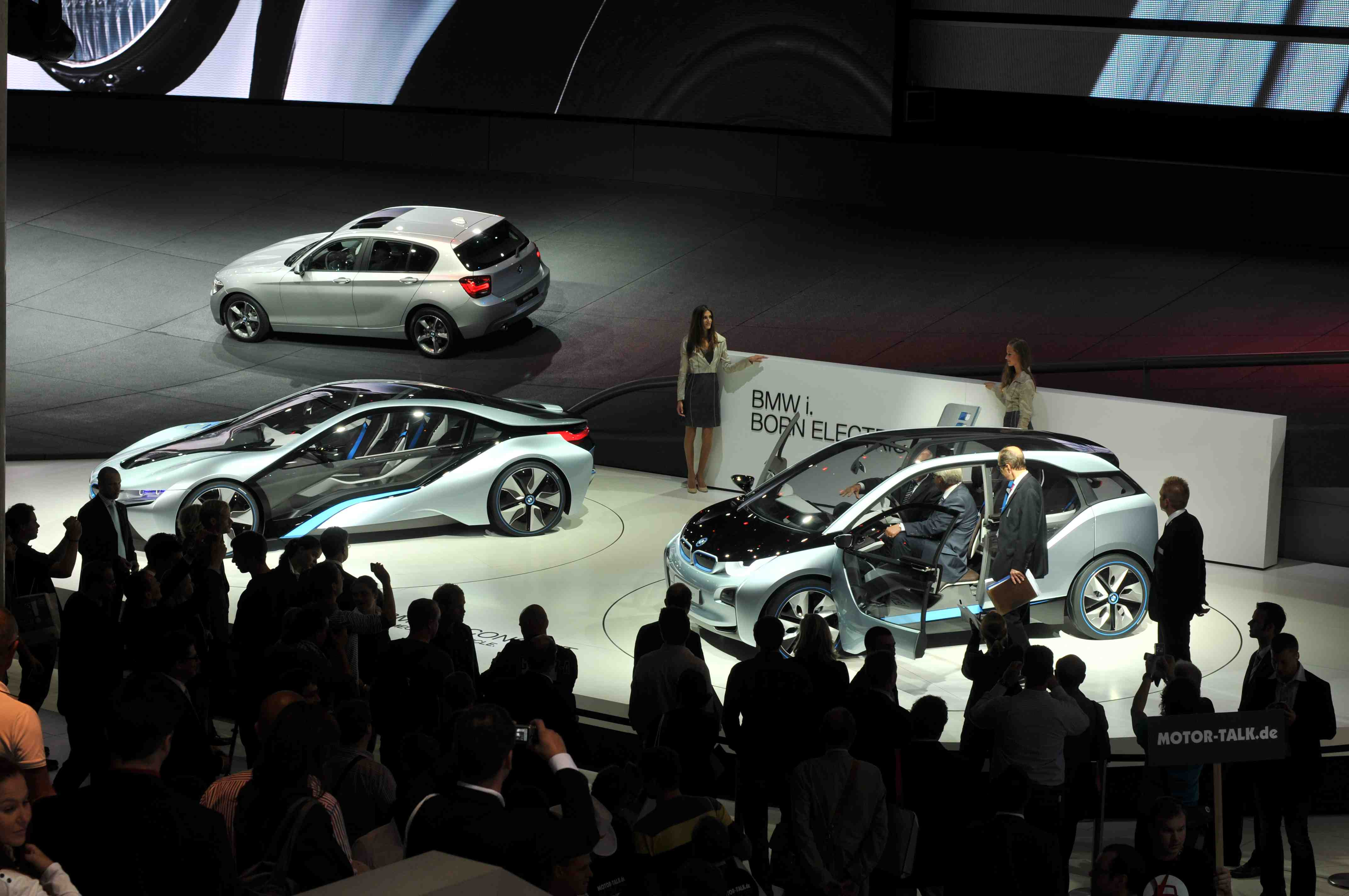
Концепт-кари BMW i8 та i3, 2011го року на виставці в Франкфуртському автосалоні
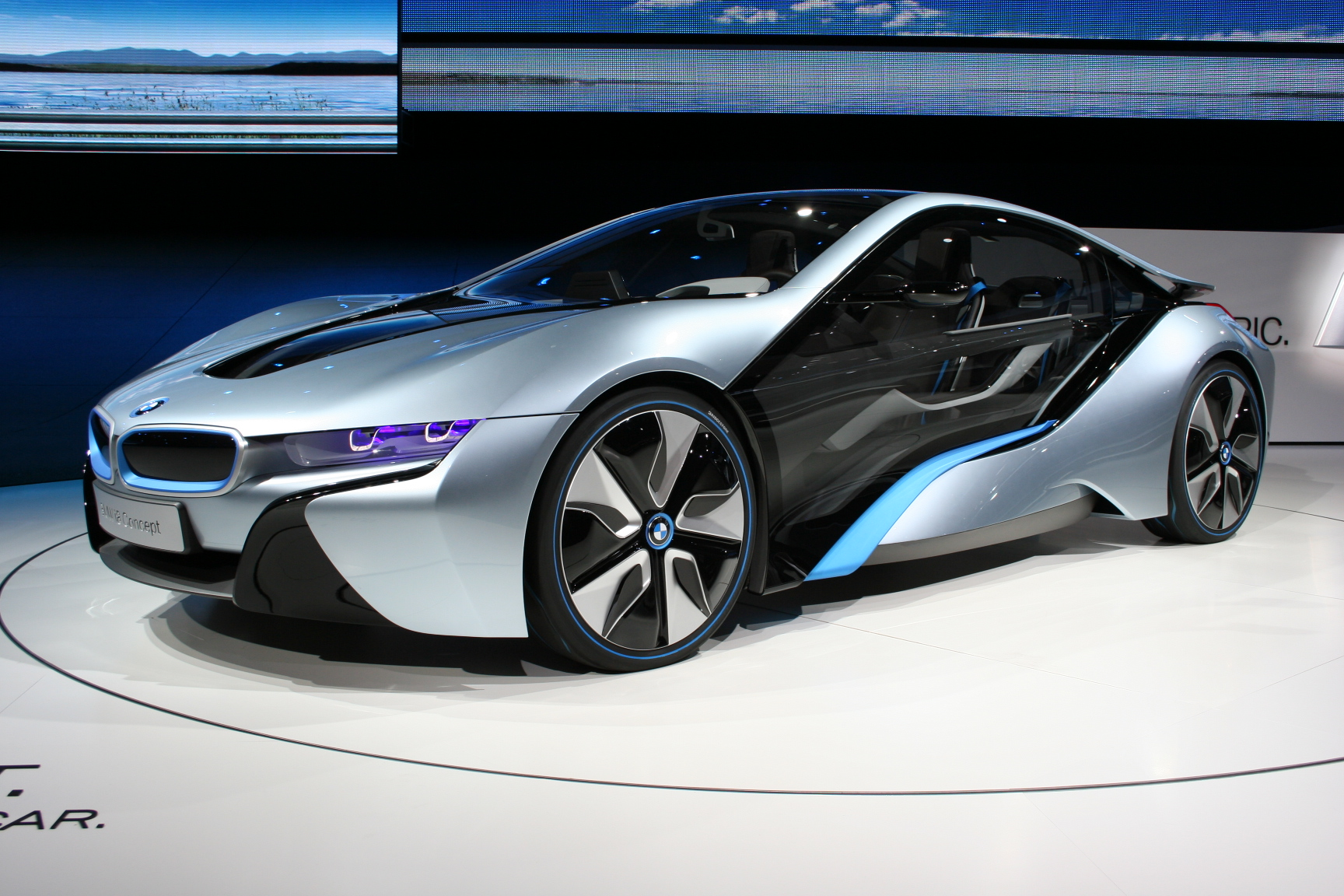
BMW i8 концепт
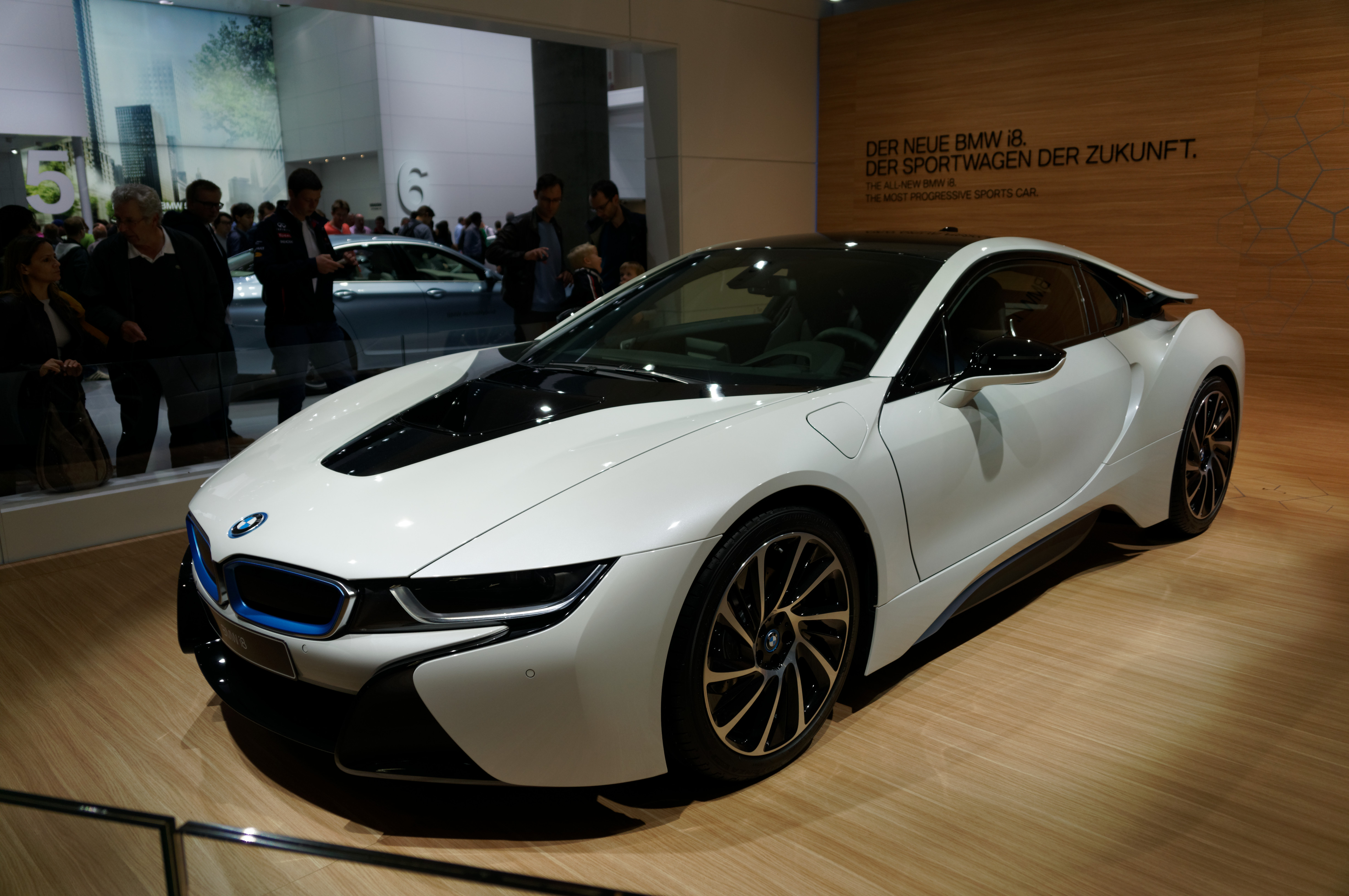
Серійний BMW i8 на презентації  2013 на Frankfurt Motor Show
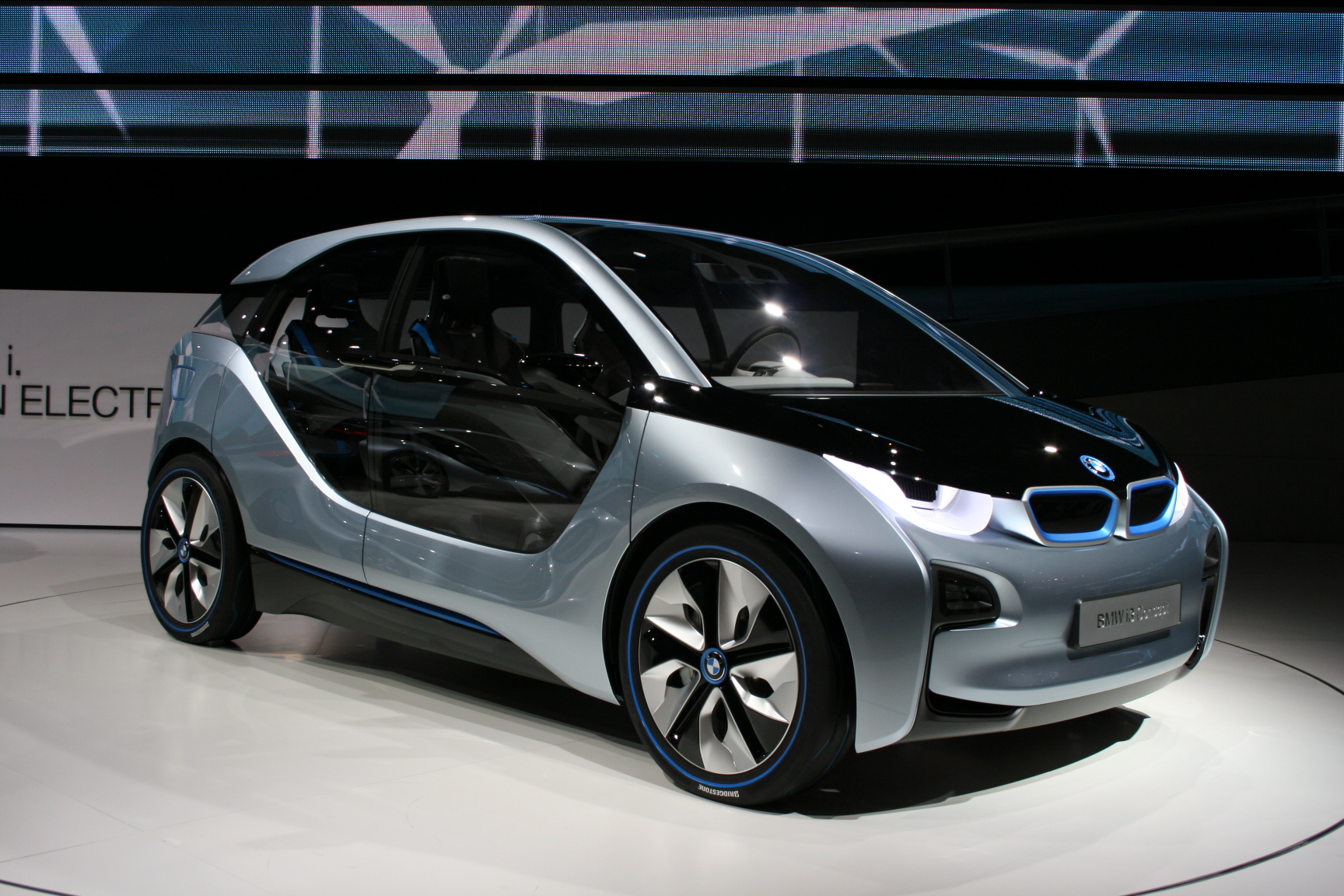
BMW i3 концепт електромобіль
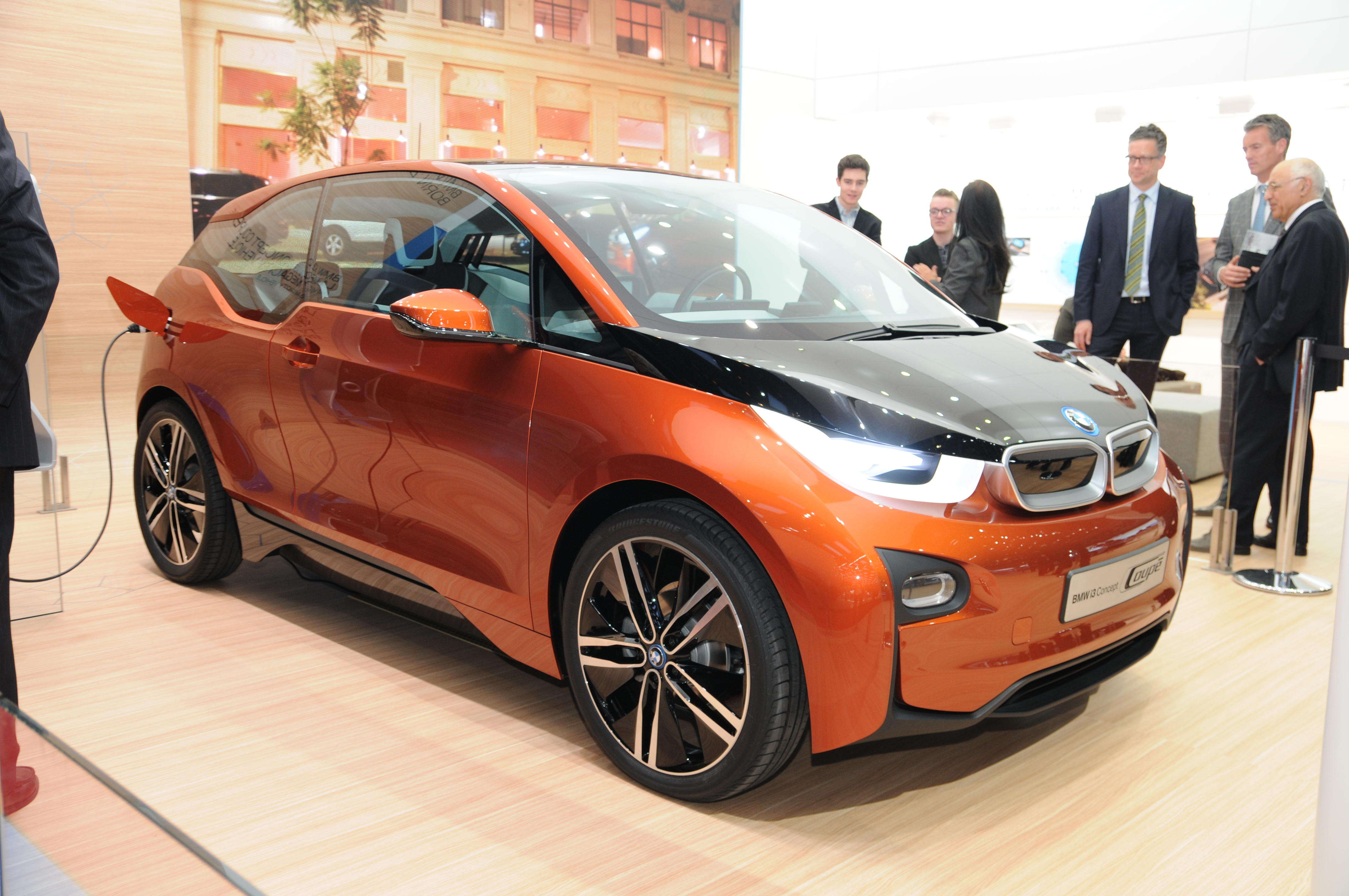
BMW i3 Concept Coupé на виставці 2013-го року на Женевському автосалоні.
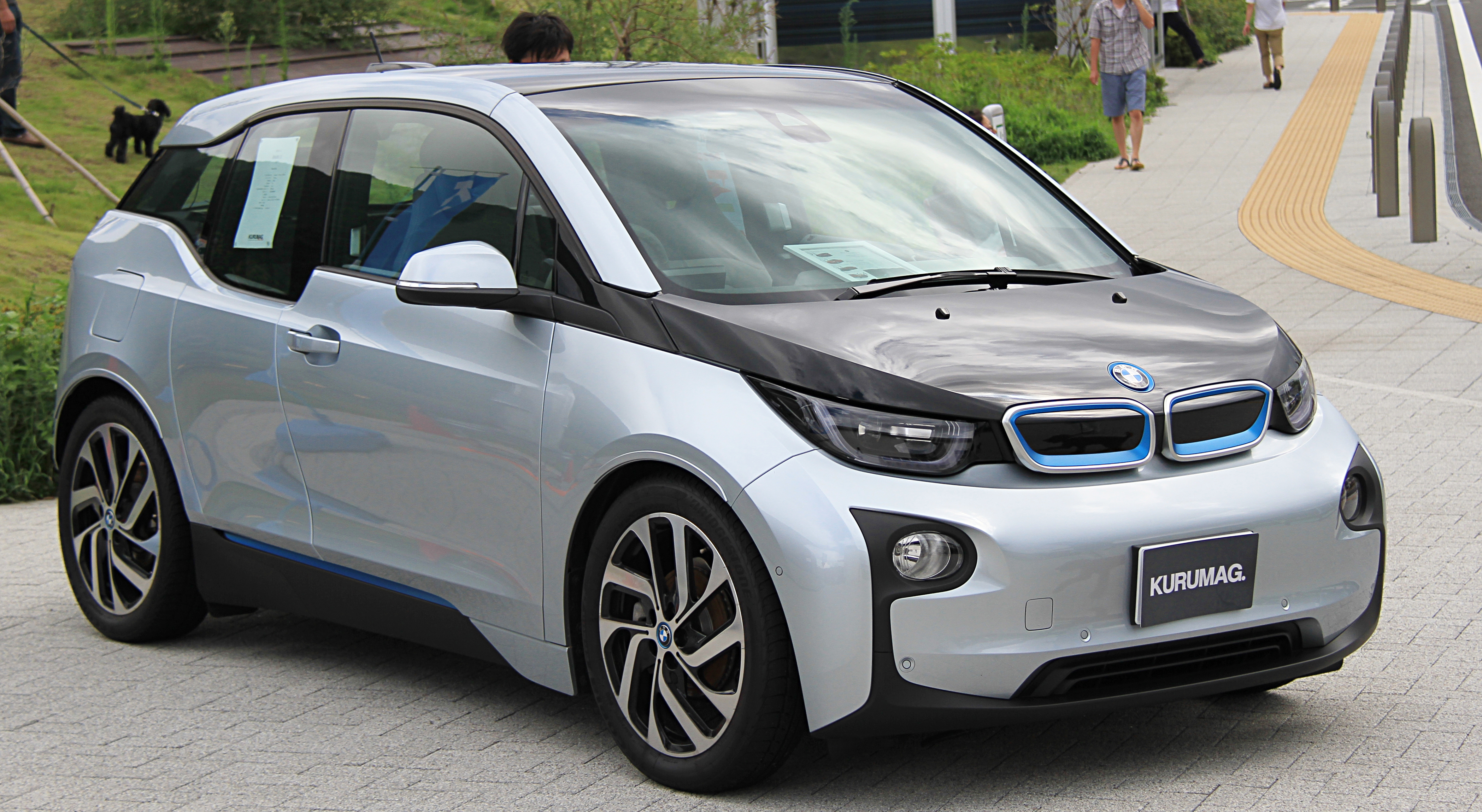
Серійний BMW i3